# Typhlodromus
Typhlodromus är ett släkte av spindeldjur. Typhlodromus ingår i familjen Phytoseiidae.

## Dottertaxa tillTyphlodromus, i alfabetisk ordning[1]
- Typhlodromus abboudieius
- Typhlodromus acacia
- Typhlodromus acaciae
- Typhlodromus accessorius
- Typhlodromus adenensis
- Typhlodromus admirabilis
- Typhlodromus aenaulus
- Typhlodromus aestivalis
- Typhlodromus agilis
- Typhlodromus ailanthi
- Typhlodromus aktherecus
- Typhlodromus algonquinensis
- Typhlodromus americanus
- Typhlodromus andrei
- Typhlodromus apoxys
- Typhlodromus applegum
- Typhlodromus argyronamus
- Typhlodromus arizonicus
- Typhlodromus armiger
- Typhlodromus arunachalensis
- Typhlodromus asperosetosus
- Typhlodromus astibus
- Typhlodromus asticus
- Typhlodromus athenas
- Typhlodromus athiasae
- Typhlodromus atticus
- Typhlodromus auratus
- Typhlodromus baccettii
- Typhlodromus bagdasarjani
- Typhlodromus bakeri
- Typhlodromus balakotiensis
- Typhlodromus balanites
- Typhlodromus bambusae
- Typhlodromus bambusicolus
- Typhlodromus banahawensis
- Typhlodromus beglarovi
- Typhlodromus bergi
- Typhlodromus beskaravainyi
- Typhlodromus betulae
- Typhlodromus bichaetae
- Typhlodromus bifurcuta
- Typhlodromus bondarenkoi
- Typhlodromus borealis
- Typhlodromus brevimedius
- Typhlodromus brisbanensis
- Typhlodromus buccalis
- Typhlodromus bullatus
- Typhlodromus cannabis
- Typhlodromus capparidis
- Typhlodromus caucasicus
- Typhlodromus caudiglans
- Typhlodromus celastrus
- Typhlodromus cephalochaitosus
- Typhlodromus cerasicolus
- Typhlodromus cervix
- Typhlodromus changi
- Typhlodromus channabasavannai
- Typhlodromus chanti
- Typhlodromus charactus
- Typhlodromus chazeaui
- Typhlodromus chinensis
- Typhlodromus chrysanthemi
- Typhlodromus clairathiasae
- Typhlodromus combretum
- Typhlodromus commenticius
- Typhlodromus communis
- Typhlodromus concavus
- Typhlodromus confusus
- Typhlodromus coniferculus
- Typhlodromus constrictus
- Typhlodromus corticis
- Typhlodromus coryli
- Typhlodromus coryphus
- Typhlodromus cotoneastri
- Typhlodromus crassus
- Typhlodromus cuii
- Typhlodromus cyprioticus
- Typhlodromus dactylifera
- Typhlodromus dalfardicus
- Typhlodromus dalii
- Typhlodromus daresalaami
- Typhlodromus dasiphorae
- Typhlodromus datongensis
- Typhlodromus deleoni
- Typhlodromus denarus
- Typhlodromus denheyeri
- Typhlodromus denmarki
- Typhlodromus difficilis
- Typhlodromus diumbokus
- Typhlodromus divergentis
- Typhlodromus doreenae
- Typhlodromus dossei
- Typhlodromus drori
- Typhlodromus drymis
- Typhlodromus egypticus
- Typhlodromus eharai
- Typhlodromus elaeis
- Typhlodromus elisae
- Typhlodromus elmassri
- Typhlodromus eremicus
- Typhlodromus eremitidis
- Typhlodromus ernesti
- Typhlodromus evectus
- Typhlodromus februs
- Typhlodromus fleschneri
- Typhlodromus foenilis
- Typhlodromus foraminosus
- Typhlodromus fujianensis
- Typhlodromus galpinii
- Typhlodromus galummatus
- Typhlodromus gardeniae
- Typhlodromus garhwalicus
- Typhlodromus georgicus
- Typhlodromus ghanaensis
- Typhlodromus ghanii
- Typhlodromus gopali
- Typhlodromus gouaniae
- Typhlodromus gracilentus
- Typhlodromus grastis
- Typhlodromus gressitti
- Typhlodromus grewiae
- Typhlodromus griekwensis
- Typhlodromus guangdongensis
- Typhlodromus guangxiensis
- Typhlodromus gulingensis
- Typhlodromus gutierrezi
- Typhlodromus hadii
- Typhlodromus hadzhievi
- Typhlodromus haiastanius
- Typhlodromus halinae
- Typhlodromus haramotoi
- Typhlodromus hartlandrowei
- Typhlodromus hebetis
- Typhlodromus hibernus
- Typhlodromus higoensis
- Typhlodromus himalayensis
- Typhlodromus hirashimai
- Typhlodromus homalii
- Typhlodromus hui
- Typhlodromus hungaricus
- Typhlodromus ilicis
- Typhlodromus incasus
- Typhlodromus incertus
- Typhlodromus incisivus
- Typhlodromus inhabilis
- Typhlodromus inopinatus
- Typhlodromus inops
- Typhlodromus insularis
- Typhlodromus intercalaris
- Typhlodromus intermedius
- Typhlodromus invectus
- Typhlodromus involutus
- Typhlodromus iranensis
- Typhlodromus johannae
- Typhlodromus jordanis
- Typhlodromus juniperi
- Typhlodromus kadii
- Typhlodromus kadonoi
- Typhlodromus kazachstanicus
- Typhlodromus kazimiae
- Typhlodromus kenyae
- Typhlodromus kerkirae
- Typhlodromus khosrovensis
- Typhlodromus kikuyuensis
- Typhlodromus kishimotoi
- Typhlodromus kiso
- Typhlodromus klimenkoi
- Typhlodromus knisleyi
- Typhlodromus kodaikanalensis
- Typhlodromus krimbasi
- Typhlodromus kutabus
- Typhlodromus kuznetsovi
- Typhlodromus kykladiticus
- Typhlodromus lalazariensis
- Typhlodromus lanyuensis
- Typhlodromus lataniae
- Typhlodromus lateris
- Typhlodromus laurae
- Typhlodromus leptodactylus
- Typhlodromus libitus
- Typhlodromus limitatus
- Typhlodromus linzhiensis
- Typhlodromus lobatus
- Typhlodromus longa
- Typhlodromus longicervix
- Typhlodromus lootsi
- Typhlodromus loralaiana
- Typhlodromus lushanensis
- Typhlodromus luzonensis
- Typhlodromus machaon
- Typhlodromus macroides
- Typhlodromus macrum
- Typhlodromus magdalenae
- Typhlodromus majumderi
- Typhlodromus malawiensis
- Typhlodromus malicolus
- Typhlodromus mangiferus
- Typhlodromus manipurensis
- Typhlodromus maracus
- Typhlodromus marinus
- Typhlodromus maspalomensis
- Typhlodromus matthyssei
- Typhlodromus meerutensis
- Typhlodromus meritus
- Typhlodromus mesasiaticus
- Typhlodromus michaeli
- Typhlodromus microbullatus
- Typhlodromus miyarai
- Typhlodromus monosetus
- Typhlodromus montanus
- Typhlodromus moraesi
- Typhlodromus morellensis
- Typhlodromus mori
- Typhlodromus moricola
- Typhlodromus moroccoensis
- Typhlodromus muliebris
- Typhlodromus mutatus
- Typhlodromus namaquaensis
- Typhlodromus ndibu
- Typhlodromus neobakeri
- Typhlodromus neocrassus
- Typhlodromus neogutierrezi
- Typhlodromus neohartlandrowei
- Typhlodromus neomagdalenae
- Typhlodromus neomichaeli
- Typhlodromus neorhenanus
- Typhlodromus neoterrulentis
- Typhlodromus neotransvaalensis
- Typhlodromus nerudensis
- Typhlodromus neyshabouris
- Typhlodromus nilgiriensis
- Typhlodromus nobilis
- Typhlodromus norvegicus
- Typhlodromus oasis
- Typhlodromus obesus
- Typhlodromus occiduus
- Typhlodromus octavus
- Typhlodromus olympicus
- Typhlodromus ordinatus
- Typhlodromus oresibious
- Typhlodromus orientalis
- Typhlodromus orissaensis
- Typhlodromus ornatulus
- Typhlodromus ornatus
- Typhlodromus paganus
- Typhlodromus paraevectus
- Typhlodromus parinopinatus
- Typhlodromus pegazzani
- Typhlodromus pentelicus
- Typhlodromus persianus
- Typhlodromus persicus
- Typhlodromus personatus
- Typhlodromus phialatus
- Typhlodromus philippinensis
- Typhlodromus phylaktioticus
- Typhlodromus pineus
- Typhlodromus pirianykae
- Typhlodromus platycladus
- Typhlodromus ponticus
- Typhlodromus porathi
- Typhlodromus porus
- Typhlodromus povtari
- Typhlodromus praeacutus
- Typhlodromus pritchardi
- Typhlodromus pruni
- Typhlodromus pseudopyri
- Typhlodromus pseudoserrulatus
- Typhlodromus psidium
- Typhlodromus psyllakisi
- Typhlodromus pyri
- Typhlodromus qianshanensis
- Typhlodromus quadratoides
- Typhlodromus quadratus
- Typhlodromus quercicolus
- Typhlodromus rapidus
- Typhlodromus rarus
- Typhlodromus rasilis
- Typhlodromus recki
- Typhlodromus religiosus
- Typhlodromus repens
- Typhlodromus rhenanoides
- Typhlodromus rhenanus
- Typhlodromus rhododendroni
- Typhlodromus ribei
- Typhlodromus richteri
- Typhlodromus rickeri
- Typhlodromus rivulus
- Typhlodromus rodriguezi
- Typhlodromus roshanlali
- Typhlodromus rubetum
- Typhlodromus ryukyuensis
- Typhlodromus saevus
- Typhlodromus salviae
- Typhlodromus samliensis
- Typhlodromus sapiens
- Typhlodromus sapphicus
- Typhlodromus serratosus
- Typhlodromus serratus
- Typhlodromus serrulatus
- Typhlodromus setubali
- Typhlodromus shibai
- Typhlodromus shoshae
- Typhlodromus sica
- Typhlodromus sijiensis
- Typhlodromus silvanus
- Typhlodromus singularis
- Typhlodromus sonprayagensis
- Typhlodromus spectatus
- Typhlodromus spiralis
- Typhlodromus subarcticus
- Typhlodromus subequalis
- Typhlodromus submarinus
- Typhlodromus subtilis
- Typhlodromus sudanicus
- Typhlodromus suecicus
- Typhlodromus swirskii
- Typhlodromus sycomorus
- Typhlodromus taishanensis
- Typhlodromus tamaricis
- Typhlodromus tardus
- Typhlodromus tecoma
- Typhlodromus tenuis
- Typhlodromus ternatus
- Typhlodromus terrulentis
- Typhlodromus thailandicus
- Typhlodromus theroni
- Typhlodromus thesbites
- Typhlodromus tiliae
- Typhlodromus torbatejamae
- Typhlodromus totifolianensis
- Typhlodromus transvaalensis
- Typhlodromus tridentiger
- Typhlodromus tubifer
- Typhlodromus ulmi
- Typhlodromus umbraculus
- Typhlodromus umbratus
- Typhlodromus wainsteini
- Typhlodromus verbenae
- Typhlodromus werneri
- Typhlodromus vescus
- Typhlodromus wichmanni
- Typhlodromus viniferae
- Typhlodromus wonkooi
- Typhlodromus votivus
- Typhlodromus wrenschae
- Typhlodromus vulgaris
- Typhlodromus xingchengensis
- Typhlodromus xini
- Typhlodromus xinjiangensis
- Typhlodromus xiufui
- Typhlodromus xizangensis
- Typhlodromus yamashitai
- Typhlodromus yasumatsui
- Typhlodromus yinchuanensis
- Typhlodromus youxiensis
- Typhlodromus zafari
- Typhlodromus zaheri
- Typhlodromus zhangyensis
- Typhlodromus zhaoi